# أندي غريس
أندي غريس (بالإنجليزية: Andy Grace)‏ هو مقدم برامج إذاعية أسترالي، ولد في 24 يوليو 1970.